# 국민협성동진회
국민협성동지회(國民協成同進會)는 대한제국 말기인 1910년에 일진회의 한일 병합 청원을 찬성하면서 결성된 단체이다. 줄여서 협성동지회라고도 불렀다.
국민협성동지회는 국민협성진보회와 밀접한 관련이 있다. 국민협성진보회가 일진회의 합방청원을 지지하고 나서 여론의 질타를 받게 되자 이를 모면하기 위해 유사 단체로 조직되었기 때문이다. 국민협성진보회 결성에 뒤이어 1910년 3월 27일에 결성되었다.
발기인은 대한제국 군인 출신으로 이등공송덕비건의소를 발기했던 조덕하 등 5인이었으나, 이 가운데 한 명인 정호면이 언론을 통해 자신은 발기인이 아니라고 밝히는 소동이 있었다.
협성동지회는 총재로 영의정을 지낸 전직 고관 민영규를 추대하고 임원진에도 고위 관료들이 즐비해 눈길을 끌었다. 그러나 민영규는 협성동지회 결성 이튿날 전 판서 이정로에게 글을 보내 원로들의 이름이 도용되고 있다고 비난하며 총재직 수락을 거부했다. 민영규 뿐 아니라 부총재로 추대된 종친 이재극, 회장으로 추천된 이정로도 사전에 아무런 논의가 없었다면서 모두 거부했고, 특별찬성원 중에도 이탈자가 나오는 등 이름 도용 사태가 잇달았다.
문제가 커지자 이정로는 협성동지회 회장인 자신 명의로 일본의 조선문제동지회라는 단체에 글을 보냈다는 것은 일진회와 일진회 기관지 《국민신보》가 꾸민 일이라고 해명했다. 이 발언에 반발한 협성동지회는 이정로를 상대로 손해배상 재판을 청구하고 일본인 변호사를 선임했다.
합방 찬성의 여론을 일으키려는 일진회의 지원을 받은 단체로 여겨지나. 취지와는 달리 두 달 동안 임원들의 명의 도용 문제를 놓고 다툼만 오고가다 해체되어 별다른 활동을 하지 못했다.

## 참고 자료
- 친일인명사전편찬위원회 (2004년 12월 27일). 《일제협력단체사전 - 국내 중앙편》. 서울: 민족문제연구소. 92~93쪽쪽. ISBN 8995330724.